# Lermite
 (septembre 2023).
 (février 2024).
La mise en forme du texte ne suit pas les recommandations de Wikipédia : il faut le « wikifier ».
Les points d'amélioration suivants sont les cas les plus fréquents. Le détail des points à revoir est peut-être précisé sur la page de discussion.
- Les titres sont pré-formatés par le logiciel. Ils ne sont ni en capitales, ni en gras.
- Le texte ne doit pas être écrit en capitales (les noms de famille non plus), ni en gras, ni en italique, ni en « petit »…
- Le gras n'est utilisé que pour surligner le titre de l'article dans l'introduction, une seule fois.
- L'italique est rarement utilisé : mots en langue étrangère, titres d'œuvres, noms de bateaux, etc.
- Les citations ne sont pas en italique mais en corps de texte normal. Elles sont entourées par des guillemets français : « et ».
- Les listes à puces sont à éviter, des paragraphes rédigés étant largement préférés. Les tableaux sont à réserver à la présentation de données structurées (résultats, etc.).
- Les appels de note de bas de page (petits chiffres en exposant, introduits par l'outil «  Source ») sont à placer entre la fin de phrase et le point final[comme ça].
- Les liens internes (vers d'autres articles de Wikipédia) sont à choisir avec parcimonie. Créez des liens vers des articles approfondissant le sujet. Les termes génériques sans rapport avec le sujet sont à éviter, ainsi que les répétitions de liens vers un même terme.
- Les liens externes sont à placer uniquement dans une section « Liens externes », à la fin de l'article. Ces liens sont à choisir avec parcimonie suivant les règles définies. Si un lien sert de source à l'article, son insertion dans le texte est à faire par les notes de bas de page.
- La présentation des références doit suivre les conventions bibliographiques. Il est recommandé d'utiliser les modèles {{Ouvrage}}, {{Chapitre}}, {{Article}}, {{Lien web}} et/ou {{Bibliographie}}. Le mode d'édition visuel peut mettre en forme automatiquement les références.
- Insérer une infobox (cadre d'informations à droite) n'est pas obligatoire pour parachever la mise en page.

Pour une aide détaillée, merci de consulter Aide:Wikification.
Si vous pensez que ces points ont été résolus, vous pouvez retirer ce bandeau et améliorer la mise en forme d'un autre article.
Jean-Pierre Schmid, dit Lermite, est un peintre et dessinateur suisse, né le 2 janvier 1920 à Le Locle et mort le 1er janvier 1977.

## Biographie
Jean-Pierre Schmid naît le 2 janvier 1920 au Locle. Son père Otto Schmid est un mécanicien venu de Souabe, alors que sa mère Marie Favre est d'origine française. Son frère aîné Otto apprend le violon et joue dans un orchestre amateur. C'est lui qui éveille chez le futur Lermite, le goût pour la musique classique. Le peintre aura des profondes connaissances notamment des compositeurs du 20è siècle. Plus tard, il organisera des soirées musicales pour ses amis à La Brévine et aux Bayards.
La famille Schmid déménage plusieurs fois, de Le Locle à Soleure, ensuite à Granges et finalement à Tavannes (Berne). Après l'école obligatoire, Jean-Pierre s'inscrit à la section des Beaux-Arts du Technicum de Bienne qu'il quitte en 1938. Déjà pendant son adolescence, il suit pendant deux ans un cours par correspondance d'une école de dessin parisienne et réussit l'examen final avec "félicitations du jury".

### Saignelégier 1941-1946
Son rêve de monter à Paris est anéanti par la guerre de 1939-1945. Dès 1940, il est mobilisé à Saignelégier, où il habitera 5 ans. Il y fait la connaissance du peintre Ernst Stocker dit Coghuf qui le réoriente vers la figure humaine et le paysage. Jean-Pierre se lie d'amitié avec une famille du lieu, les Schmitt, grands connaisseurs de l'art moderne, et par eux, le jeune artiste peut encore approfondir ses connaissances acquises à l'école d'art. (Jeannette Schmitt, 1944, crayon sur papier, Cat. 171). Entre les périodes de service, il travaille comme peintre en bâtiments et décorateur de théâtre, principalement à Bienne. La grande diversité des œuvres de cette époque est frappante. Son premier tableau important, Orphée, fut réalisé en 1940, dans un style abstrait, cubiste-constructiviste. Il adhère au groupe zürichois Allianz (art) et participe à leurs expositions, notamment au Kunsthaus de Zurich. Toutefois, il rompt rapidement avec ce groupe qu'il considère "beaucoup trop étroit et théorique".
Profondément troublé par la guerre et par les colonnes de réfugiés qui entrent en Suisse, il peint, dans le style de l'expressionnisme allemand, des tableaux d'inspiration biblique dans lesquels il met en scène la brutalité de ce conflit. Il réalise également des caricatures rappelant celles d'Otto Dix et George Grosz.

### La Brévine 1946-1954
En 1946, il s'installe à La Brévine, dans une vieille ferme isolée, l'Ermitage, que lui loue le père Rosat, son modèle pour d'autres oeuvres, notamment le chef-d’œuvre A l'écoute. C'est alors que les Bréviniers commencent à l'appeler l'Ermite, nom qu'il adopte aussitôt. Dorénavant, il signe ses tableaux Lermite.
Son séjour à La Brévine marque le vrai début de sa carrière d'artiste puisqu'il décide de se vouer uniquement à la peinture. Ces années sont des années difficiles financièrement et pour survivre, il crée de nombreux décors de théâtre pour les spectacles des sociétés locales. Il achète également régulièrement sa subsistance chez les commerçants, artisans et restaurateurs avec des tableaux. En 1950, il épouse Nadine Giroud, qui le soutient financièrement par la vente de ses tissages. En 1953 déjà, commencent pour lui de graves ennuis de santé: première crise cardiaque à 33 ans et premiers problèmes ophtalmiques, qui l'empêchent longtemps de travailler. Pour le reste de sa vie, il aura à lutter contre la cécité grandissante, ce qui influencera sa façon de peindre. Dès 1950, il expose de plus en plus, surtout dans des expositions collectives en Suisse alémanique (Berne, 1953; Bâle, 1955), mais il vend peu.
En 1953, il est invité à la Biennale de Sao Paulo. En 1957, il reçoit le prix Auguste Bachelin. Il participe à l'Exposition nationale suisse de 1964 à Lausanne où il expose des grands panneaux peints (La Clé d'Or, aujourd’hui visible à l’Hôtel-de-Ville de La Chaux-de-Fonds), et en 1967 il reçoit le prix de l'Institut Neuchâtelois.

### Les Bayards 1954-1977
En 1954, les luthiers Jacot lui offrent une ferme vétuste aux Places, au-dessus du village Les Bayards. Alors son rêve se réalise, il possède enfin son propre atelier. Ses moyens économiques étant plus que limités, il paie les transformations de cette ferme en grande partie avec des tableaux. Lermite et sa femme reçoivent beaucoup d'amis, notamment le peintre franc-comtois Pierre Bichet qui l'introduit à la lithographie en 1958. Dès lors il connaît le succès. Il expose régulièrement à la Chapelle des Annonciades de Pontarlier et en Suisse (Aarau, 1966; Winterthour 1969).
En 1965, il achète un vieux mas délabré à Vénascle, un hameau des Alpes de Haute-Provence abandonné par ses habitants, où il passera parfois tout l'été, accompagné de sa famille.
Il doit toujours plus lutter contre sa cécité. En 1975, il ne peut plus travailler que quelques heures par jour, et finalement, il utilise une loupe.
Le 1er janvier 1977, veille de son 57ème anniversaire, Lermite meurt brusquement. Il est enterré à La Chaux-du-Milieu. La même année, le 14 octobre 1977, fut créée la Fondation Lermite qui a pour but d'assurer l'héritage spirituel de Lermite et de faire rayonner son oeuvre. Son siège social est au Musée des Beaux-Arts du Locle.

### Développement artistique
Lermite est entièrement occupé par la construction de l'espace. Les grands mouvements du XXe siècle ont eu de l'influence sur lui mais il reste toujours fidèle à lui-même.
Selon Marie-Claire et Pier-Angelo Vay et Roland Bouhéret, le développement de Jean-Pierre Schmid est étroitement lié à l’endroit où il habitait, Saignelégier, La Brévine et Les Bayards. Les voyages qu’il a entrepris ont certes apporté de nouveaux sujets (p.ex. Suite florentine) sans pour autant changer son style.
Après des débuts académiques, Jean-Pierre Schmid développe un style abstrait-cubiste-constructiviste grâce à l’enseignement de son professeur à l’école d’art à Bienne, Ernst Ruprecht qui lui fait découvrir les artistes surréalistes et non-figuratifs, Paul Klee, Wassily Kandinsky, Piet Mondrian, Amédée Ozenfant, ainsi que les mouvements die Brücke, der Blaue Reiter, der Sturm, l’expressionnisme allemand et le constructivisme. Des nombreuses visites d'expositions à Bâle et à Berne approfondissent ses connaissances.

#### Saignelégier:  La période des essais

##### Abstraction, Cubisme, Constructivisme
L’Orphée,1940, tempéra, 89 x 69 cm, Cat.45
Satisfaction intérieure, 1941, gouache et craie, 12 x 11 cm, Cat. 52
Chez un sculpteur, 1942-43, huile, 7 X 16,5 cm, Cat. 86

##### Impressionnisme
Le dernier train, 1943-1944, tempéra, 65 x 2000 cm, Cat. 152
La branche cassée, 1948, huile, 42 x 94 cm, Cat. 39
Sous l’influence de son ami, le peintre Coghuf, il revient vers la figure humaine. Fortement perturbé par la guerre il crée des tableaux expressionistes à thème religieux:
Jean-Pierre Schmid crée des œuvres figuratives, surtout à thèmes religieux :
La multiplication de pains , 1944, huile sur aggloméré, 37 x 44 cm. cp
Laisser venir à moi les petits enfants , 1944, huile sur aggloméré, 20 x 50 cm cp
Le sermon de la montagne,1944-1945, huile sur aggloméré, 36 x 43 cm.
Cette série se terminera avec Le Calvaire brévinien, 1949. huile sur toile, 130 x 300 cm, cp
Pourtant, à la même époque, il crée 4 tableaux dans le style du cubisme analytique.
Le peintre et la guerre, 1944-1945, huile sur gypse gommé laqué, 19 x 17 cm, cp

#### La Brévine: Découverte de soi-même
Il convient de diviser la période brévinière en deux parties, d'abord les années de 1946 à 1950, ensuite de 1950 à 1956.
Après son installation dans la maison des Cuches, l'artiste poursuit d'abord la peinture figurative commencée à Saignelégier, des portraits et des tableaux à titre religieux mais lentement il développe son style propre. Ce développement est discernable dans trois tableaux représentant le Doubs, un dessin de 1948, une huile de grand format de 1948, appartenant à la Commune du Val-de-Travers, et finalement une huile de 1952-53. Jean-Pierre Schmid a donc expérimenté les différents styles du début du XXe siècle, même du XIXe. À cela il faut ajouter des caricatures qui rappellent George Grosz ou Otto Dix.
La rupture intervient en 1950. Il abandonne peu à peu la représentation de l’homme pour se concentrer sur des paysages géométrisés, sur des machines et outils, des ateliers, des maisons, des fenêtres, des pierres, des arbres et des plantes, dessinés avec une précision étonnante. Il dessine et peint l’univers de l’homme.

#### Les Bayards: Le style Lermite
Les paysages deviennent de plus en plus géométrisés. Entre cubisme et purisme il se dirige vers une abstraction qui reste pourtant proche du reconnaissable. Ce sont des surfaces colorées, découpées comme des grands puzzles. Dès 1957 il abandonne la peinture à l'huile dont les couleurs sont trop violentes pour ses yeux fragiles au profit d'un technique mixte de cire rehaussée de craie grasse, il crée des tableaux en demi-teintes ou en camaïeux, à effet granuleux. Aussi, il réalise des dessins de grands formats à la mine de plomb et l'encre de Chine. La lithographie, à laquelle on l’introduit en 1958, devient pour lui un moyen de s'exprimer en noir, gris et blanc.
Lermite crée un œuvre personnel ancré dans les grands courants du 20è siècle.

### Les vitraux[9]
En 1963, M. Armand Bourquin, industriel de Couvet (Canton Neuchâtel) lui commande des vitraux pour la chapelle de Couvet devenue salle de musique. Il accepte cette commande sans vraiment connaître la technique - il n'avait jusqu'alors exécuté qu'un seul vitrail, le Banneret, œuvre sans prétention.
A cette époque, Lermite est maître absolu de la lithographie. Sa palette est devenue plus sombre, il utilise surtout le noir, gris et blanc. Toutefois, en créant les vitraux, il retrouve les couleurs. Après avoir abandonné un premier projet, Les quatre éléments, il voue les six grands vitraux de la Chapelle à la musique, en les intitulant Notation musicale antique, Voix humaine, Percussion, Vents, Cordes, Notation musicale moderne. Pour l'exécution des vitraux, il s'adresse à la maison Kübele de Saint-Gall, réputée pour la qualité de leurs verres faits à l'ancienne. Les vitraux de Couvet sont inaugurés en 1965 - la même année il offre un vitrail, Communion, à la paroisse de La Chaux du Milieu. D'autres commandes de vitraux suivent: Sainte Véronique, Montferrand-le-Château en France, L'Univers à l'école secondaire du Locle, Laisser venir à moi les petits enfants à la Fondation les Billodes du Locle, Un jour nouveau à l'école secondaire de Fleurier et finalement son dernier grand vitrail Paradis Perdu exécuté pour la Sparkasse Bienne - aujourd'hui la Coop Bienne. A côté de ses grands vitraux, il en crée plusieurs de plus petites dimensions.
En 1970, la Ville de Neuchâtel fait appel à lui pour une mosaïque liant les deux tours de l'école secondaire du Mail. La même année, il crée une muraille pour l'hôpital des Cadolles à Neuchâtel, transférée depuis à l'hôpital Pourtalès.

### Voyages
Fortement attaché au Jura, Lermite a toutefois entrepris des voyages, en Provence et Haute Provence, Vénascle près de Moustiers-Sainte-Marie, en 1948 et 1950, puis Paris et Florence (Suite florentine (cat. 565-569); Les Ponts de Florence (Les ponts de Florence (cat. 576)) en 1951. En 1955, il découvre La Grèce, le Danemark. Enfin, en 1958, L'Espagne (Javea, cat.919-930).